# Giubbe rosse (Inghilterra)

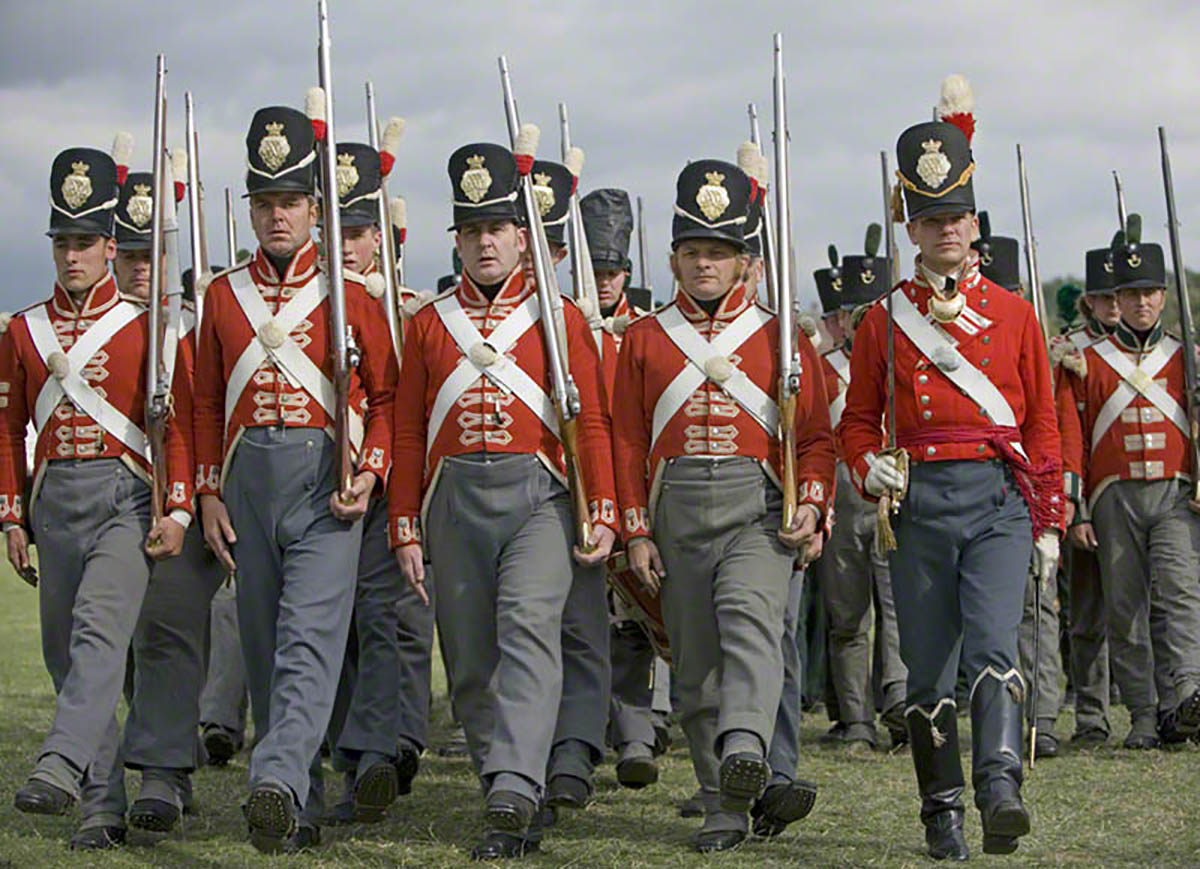
Reenactors contemporanei sfilano con le divise britanniche del periodo delle guerre napoleoniche

Giubbe rosse (in inglese red coat o redcoat) è un termine storico e generico per riferirsi ai soldati dell'esercito britannico tra il XVII ed il XX secolo, per via delle giacche delle divise di colore rosso portate dalla maggior parte dei reggimenti di fanteria e cavalleria.

## Storia
Il colore rosso per le divise fu adottato dal New Model Army nel 1645, rimanendo in uso nelle uniformi da campo fino al 1902 quando, a seguito delle esperienze delle guerre boere durante le quali era risultato troppo vistoso e di facile individuazione per i nemici, fu sostituito a partire dal 1848 dal cachi lasciando la divisa "tradizionale" composta da giubba rossa, pantaloni blu e caschetto bianco solo per le parate e le cerimonie.

## Nella cultura di massa

### Fumetti
Nella saga di Blek Macigno e in quella de Il Comandante Mark, creati dalla esseGesse, sono presenti come nemici dei protagonisti le truppe dell'esercito di Sua Maestà Giorgio III, in quanto i due personaggi lottano per l'indipendenza delle colonie americane dalla madrepatria che si concluse nel 1781. 
In ambito più puramente western, la polizia a cavallo canadese, i cui membri sono appunto soprannominati "giubbe rosse", è una presenza in molte avventure nel Grande Nord del fumetto Tex Willer di Gianluigi Bonelli; tra gli altri vi è anche il sergente Preston, serie a fumetti americana disegnata da Alberto Giolitti.